# Hugh Roddin
Hugh Roddin (n. 10 martie 1887, Musselburgh⁠(d), Scoția, Regatul Unit al Marii Britanii și Irlandei – d. 3 martie 1954, New York City, New York, SUA) a fost un boxer ce a reprezentat Regatul Unit al Marii Britanii și al Irlandei de Nord, medaliat olimpic. A participat la o ediție a Jocurilor Olimpice (1908) în care a câștigat o medalie de bronz.

## Participări
Lista de mai jos prezintă principalele competiții la care a participat Hugh Roddin de-a lungul carierei.
- boxing at the 1908 Summer Olympics – featherweight[*]